# الانتخابات في الجزائر

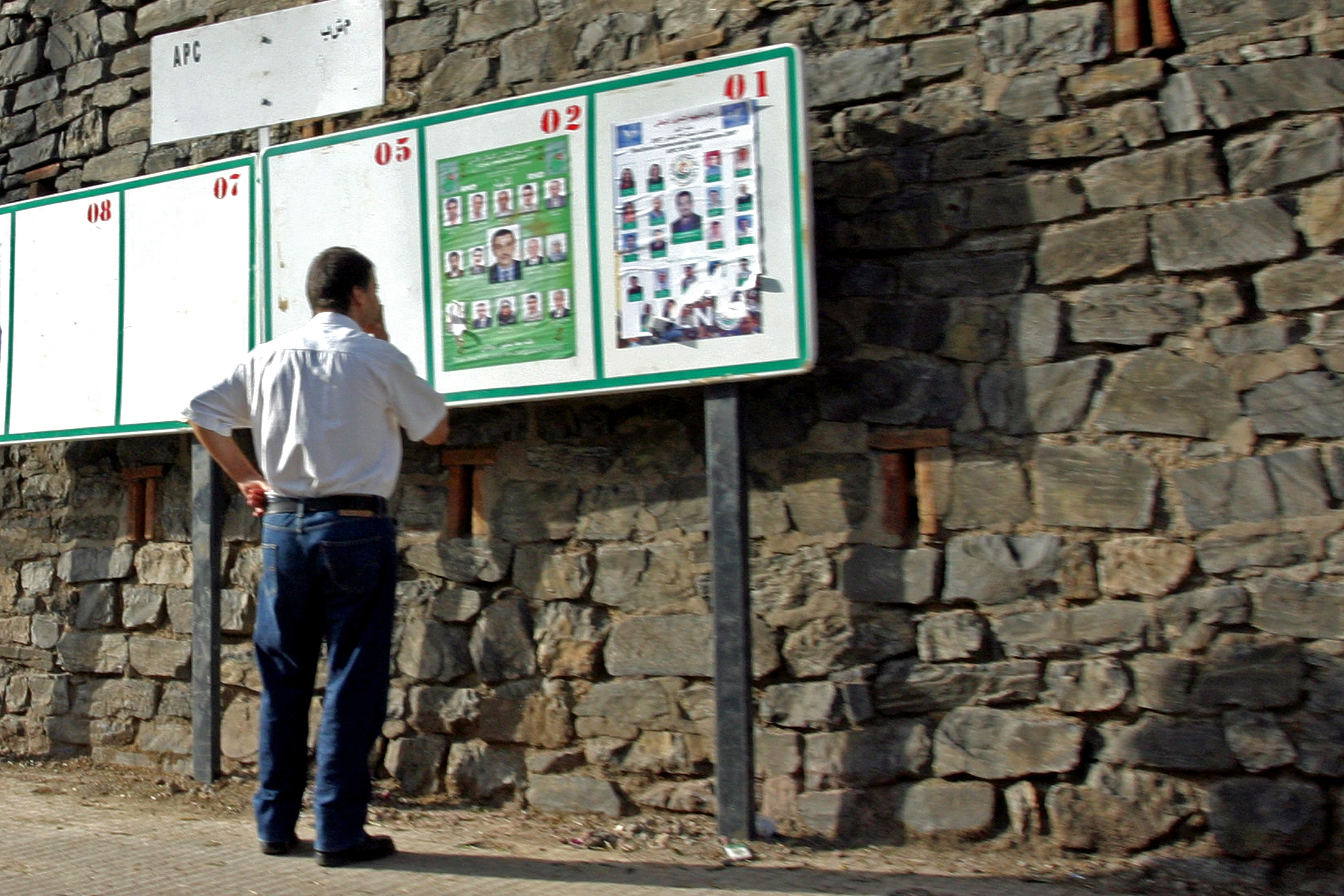
الانتخابات في الجزائر

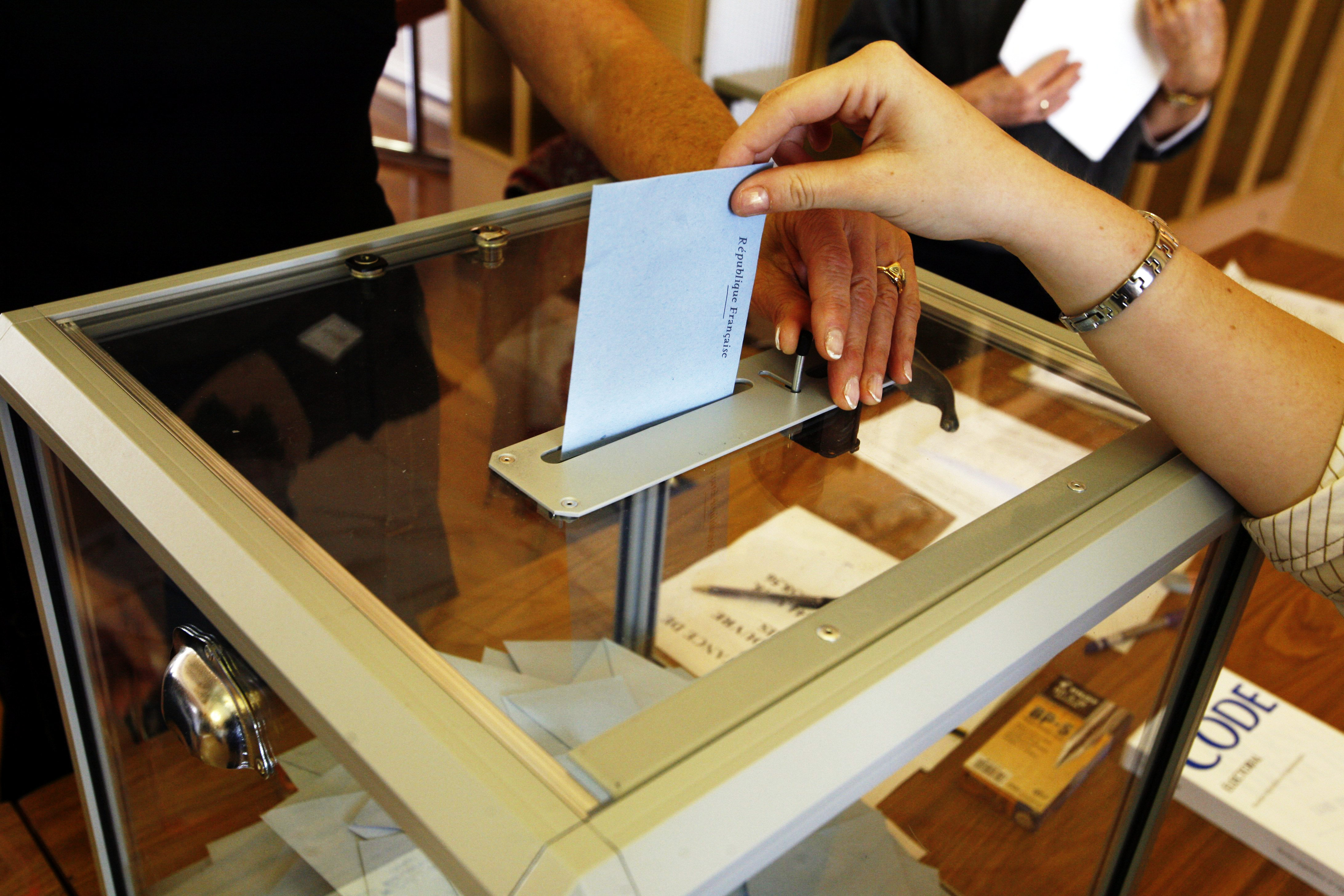
صندوق الانتخابات في الجزائر

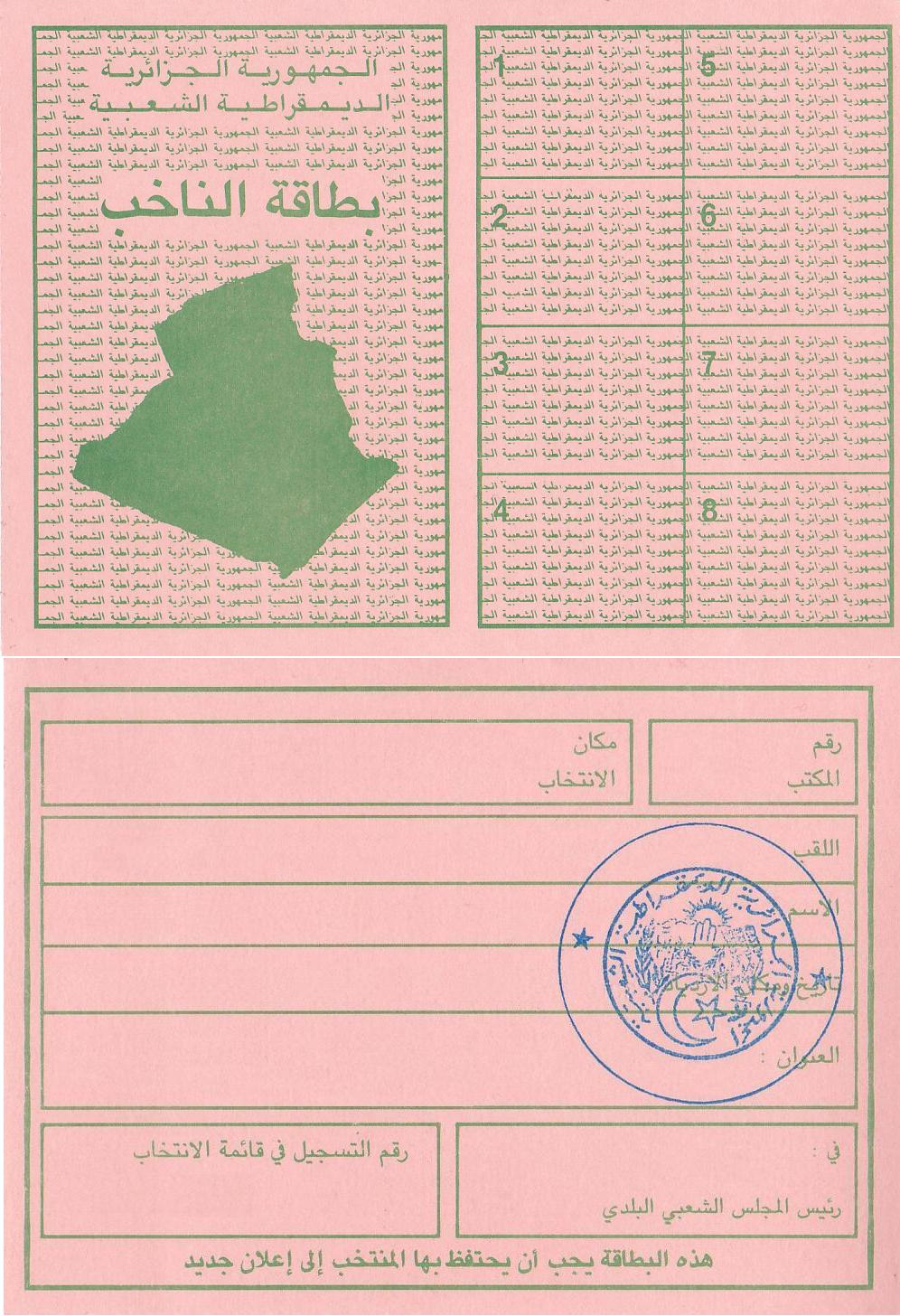
بطاقة الانتخابات الجزائرية

تسير عملية الانتخابات في الجزائر على قواعد ديمقراطية محضة، يوضع في أوراق المعدة للفرز صورة المترشح حتى يتسنى للأميين معرفة مترشحهم الذي اختاروه في قرارة انفسهم، ويحق لكل حزب أن ينصب مراقبين يقومون بمراقبة عملية سير الانتخاب وعملية الفرز في نهاية الانتخاب  يقدم المراقبون المنصبون من قبل الأحزاب المشاركة ملاحظاتهم في نهاية الفرز إلى أمين القسمة في الانتخبات المحلية أو إلى مسؤول الحملة الانتخابية لكل مرشح للرئاسيات في الانتخابات الرئاسية.

## من هو الناخب
كل جزائري أو جزائرية بلغ من العمر ثماني عشرة سنة كاملة يوم الاقتراع وكان متمتعا بحقوقه المدنية والسياسية، ولم يوجد في إحدى حالات فقدان الأهلية المحدّدة في التّشريع المعمول به، يعتبر ناخبا بشرط أن يكون مسجلا في قائمة الناخبين بالبلدية التي بها موطنه.

## القائمة الانتخابية
التسجيل في القوائم الانتخابية إجباري وتتم مراجعتها ابتداء من أول [أكتوبر] من كل سنة في كل بلدية تحت مراقبة لجنة إدارية تتكون من قاض وهو رئيسها، وعضوان هما رئيس المجلس الشعبي البلدي وممثل الوالي. ويمكن للجزائري المقيم في الخارج والمسجل لدى الممثليات الدبلوماسية والقنصلية الجزائرية أن يطلب تسجيله فيها. وإذا غيّر الناخب المسجل في قائمة انتخابية موطنه، تعين عليه أن يطلب خلال الأشهر الثّلاثة الموالية لهذا التغيير شطب اسمه من هذه القائمة وتسجيله في بلدية إقامته الجديدة. و يسجل فيها من بلغ عمره اكثر من18 سنة
ولا يسجل في القائمة الانتخابية من حُكم عليه في جناية أو بعقوبة الحبس أو سلك سلوكا أثناء الثورة التحريرية مضادا لمصالح الوطن.

## بطاقة الناخب
تعد إدارة الولاية بطاقة الناخب التي تكون صالحة لكل العمليات الانتخابية، وتسلم لكل ناخب مسجل في القائمة الانتخابية. وتحدد عن طريق التنظيم كيفيات إعداد بطاقة الناخب وتسليمها ومدة صلاحيتها.
وتسجل كل مشاركة له في الانتخابات عن طريق هذه البطاقة

## شروط الترشيح
يقدم المرشح للرئاسة طلبا يبين اسمه ولقبه وتوقيعه ومهنته وعنوانه، على أن يرفق مع الطلب عددا من المستندات أهمها: شهادة ميلاد، وشهادة الجنسية الجزائرية الأصلية، وتصريح بالشرف بعدم إحراز المعني جنسية أخرى، وشهادة الجنسية الجزائرية لزوج المعني، وتصريح المعني بممتلكاته العقارية والمنقولة داخل الوطن وخارجه، وشهادة تثبت المشاركة في ثورة أول نوفمبر/ تشرين الثاني 1954 للمولود قبل أول يوليو/ تموز 1942، وشهادة تثبت عدم تورط أبوي المترشح المولود بعد أول يوليو/ تموز 1942 في أعمال مناهضة لثورة نوفمبر/ تشرين الثاني 1954.
كما يجب على المرشح أن يقدم:
إما قائمة تتضمن 600 توقيع على الأقل لأعضاء منتخبين داخل مجالس بلدية أو ولائية أو برلمانية وموزعة عبر 25 ولاية على الأقل.
إما قائمة تتضمن 75 ألف توقيع فردي على الأقل لناخبين مسجلين في القائمة، ويجب أن تجمع عبر 25 ولاية على الأقل.
انسحاب المترشح:
لا يقبل انسحاب المترشح بعد إيداع الترشيحات إلا في حالة وفاة أو حدوث مانع قانوني. وفي حالة وفاة مترشح أو حدوث مانع قانوني له بعد نشر قائمة المترشحين في الجريدة الرسمية يتم تأجيل تاريخ الاقتراع لمدة أقصاها 15 يوما.
في حالة وفاة أو انسحاب أو حدوث مانع لأي من المترشحين الاثنين في الدور الثاني، يعلن المجلس الدستوري ضرورة القيام من جديد بمجموع العمليات الانتخابية.
وفي هذه الحالة، يمدد المجلس الدستوري آجال تنظيم الانتخابات الجديدة لمدة أقصاها 60 يوما.

## تاريخ انتخاب الرئيس ودورا الاقتراع
تجري الانتخابات الرئاسية في ظرف الثلاثين يوما السابقة لانقضاء مدة تولي الرئاسة. وتستدعى هيئة الناخبين بموجب مرسوم رئاسي في ظرف 60 يوما قبل تاريخ الاقتراع. يجري انتخاب رئيس الجمهورية بالاقتراع في دورين بالأغلبية المطلقة للأصوات المعبّر عنها. وإذا لم يحرز أي مترشح على الأغلبية المطلقة للأصوات المعبر عنها في الدور الأول، ينظم دور ثان. يصرح المجلس الدستوري بنتائج الدور الأول ويعين عند الاقتضاء المترشحين الاثنين المدعوين للمشاركة في الدور الثاني. ويحدد تاريخ الدور الثاني للاقتراع باليوم الخامس عشر بعد إعلان المجلس الدستوري نتائج الدور الأول، على أن لا تتعدى المدة القصوى بين الدورين الأول والثاني 30 يوما.

## الاقتراع
يجرى الاقتراع في مكاتب التصويت ضمن الدائرة الانتخابية التي تتشكل عادة من شطر بلدية أو من بلدية أو من عدة بلديات وهي تقسيمات يحددها القانون. ويوزع الناخبون على مكاتب التصويت بقرار من الوالي داخل كل دائرة انتخابية. ويشرف على كل مكتب تصويت لجنة مكونة من رئيس ونائبه وكاتب ومساعدين.
ويؤدي هؤلاء الأعضاء يمينا نصها: أقسم بالله العلي العظيم أن أقوم بمهامي بكل إخلاص وحياد وأتعهد بالسهر على ضمان نزاهة العملية الانتخابية.
يمكن للمترشحين تعيين ممثل عنهم في كل مركز تصويت. يبدأ الاقتراع عند الساعة الثامنة صباحا ويختتم في نفس اليوم عند السابعة مساء. ويمكن للولاة تقديم أو تأخير افتتاحه أو اختتامه قصد تسهيل ممارسة الناخبين حقهم في التصويت.

## التصويت
التصويت شخصي وسري ويجري بواسطة ورقة التصويت التي توضع بعد اختيارها في مظاريف غير شفافة وغير مدمغة ونموذجها واحد. ويقدم كل مكتب تصويت نسخة من قائمة الناخبين المسجلين بحوزته مصادقا عليها من طرف رئيس اللجنة الإدارية تتضمن على الخصوص الأسماء والألقاب والعناوين وكذا الرقم الترتيبي الممنوح لكل ناخب. ويزود كل مكتب تصويت بمعزل واحد أو عدة معازل يختار الناخب بداخلها مرشحه المفضل.

## التصويت بالوكالة
يمكن المرضى الموجودون بالمستشفيات و/أو الذين يعالجون في منازلهم، وذوو العطب الكبير أو العجزة والعمال الذين يعملون خارج ولاية إقامتهم و/أو الذين هم في تنقل أو الملازمون أماكن عملهم يوم الاقتراع والمواطنون الموجودون مؤقتا في الخارج، أن يصوتوا بالوكالة. ويحدد القانون صيغة الوكالة وطرق تحريرها.
تصويت الجيش والمقيمين بالخارج
يمارس أفراد الجيش الوطني الشعبي وأسلاك الأمن حقهم في التصويت مباشرة أو عن طريق الوكالة، ويخضع اقتراعهم للإجراءات والقواعد المطبقة على مكاتب التصويت المتنقلة. ويمارس الناخبون المقيمون في الخارج حقهم في التصويت لدى الممثليات الدبلوماسية والقنصلية الجزائرية في بلدان إقامتهم.

## الفرز
يجري الفرز علنا ويتم في مكتب التصويت. ويُعين أعضاء مكتب التصويت فارزين اثنين من بين الناخبين المسجلين في هذا المكتب. ويوضع في كل مكتب تصويت محضر لنتائج الفرز، محرّر ومكتوب بحبر لا يُمحى ويتضمن عند الاقتضاء ملاحظات و/أو تحفظات المترشحين أو ممثليهم. ويحرر محضر الفرز في نسختين يوقعهما أعضاء مكتب التصويت.
وتعتبر أثناء الفرز أوراقا باطلة:
- الظرف المجرد من الورقة أو الورقة من دون الظرف.
- عدة أوراق في ظرف واحد.

الظرف والورقة التي تحمل أي ملاحظة أو الأوراق المشوهة أو الممزقة.
- الأوراق المشطوبة كليا أو جزئيا إلا عندما تقتضي طريقة الاقتراع هذا الشكل وفي الحدود المضبوطة حسب الإجراءات المنصوص عليها.
- الأوراق أو المظاريف غير النظامية.

وتتولى اللجنة الانتخابية البلدية إحصاء النتائج المحصلة على مستوى البلدية وتسجيلها في محضر محرر في ثلاث نسخ ترسل إحداها فورا إلى اللجنة الانتخابية الولائية، وذلك بحضور ممثلي المترشحين. وتكلف اللجنة الولائية بجمع نتائج البلديات التابعة للولاية وبالإحصاء العام للأصوات ومعاينة النتائج لانتخاب رئيس الجمهورية. ويجب أن تنهي اللجنة أعمالها في اليوم التالي للاقتراع وبالإحصاء العام للأصوات ومعاينة النتائج لانتخاب رئيس الجمهورية. وترسل المحاضر الخاصة في ظروف مختومة إلى المجلس الدستوري فورا.

## النتائج
يعلن المجلس الدستوري النتائج النهائية للانتخابات الرئاسية في مدة أقصاها عشرة أيام، اعتبارا من تاريخ تسلمه محاضر اللجان الانتخابية الولائية المنصوصة.

## الحملة الانتخابية
تكون الحملة الانتخابية مفتوحة لمدة 21 يوما قبل الاقتراع، وتنتهي قبل يومين من تاريخ الاقتراع. وإذا جرى دور ثان للاقتراع، فإن الحملة الانتخابية التي يقوم بها المترشحون للدور الثاني تفتح لمدة 12 يوما قبل الاقتراع وتنتهي قبل يومين من تاريخ الاقتراع.

## محظورات الحملة
يمنع استعمال اللغات الأجنبية في الحملة الانتخابية، كما يمنع استعمال أي طريقة إشهارية تجارية لغرض الدعاية الانتخابية.
يمنع استعمال الممتلكات أو الوسائل التابعة للشخص المعنوي الخاص أو العمومي أو المؤسسات أو الهيئات العمومية إلا إذا نصت الأحكام التشريعية صراحة على خلاف ذلك. ويمنع استعمال أماكن العبادة ومؤسسات التعليم لأغراض الدعاية الانتخابية.

## الحملة والإعلام
يمنح كل مترشح مجالا عادلا في وسائل الإعلام التلفزية والإذاعية.

## أحكام مالية
تتحمل الدولة نفقات طباعة بطاقات الناخبين والنفقات الناجمة عن تنظيم الانتخابات باستثناء الحملة الانتخابية.
يتم تمويل الحملات الانتخابية بواسطة موارد صادرة عن:
- مساهمة الأحزاب السياسية.
- مساعدة محتملة من الدولة تقدم على أساس الإنصاف.
- مداخيل المترشح.
- يحظر على كل مترشح قبول هبات نقدية أو عينية من أية دولة أجنبية أو أي شخص طبيعي أو معنوي من جنسية أجنبية.
- لا يمكن أن تتجاوز نفقات حملة المترشح للانتخابات الرئاسية 15 مليون دينار جزائري في الدور الأول، ويرفع هذا المبلغ إلى 20 مليون دينار في الدور الثاني.
- ينبغي على كل مترشح أن يقوم بإعداد كشف بحساب حملته الانتخابية يتضمن مجموع الإيرادات المتحصل عليها والنفقات التي تمت، وذلك حسب مصدرها وطبيعتها، ويسلم هذا الكشف المقدم من قبل محاسب خبير أو محاسب معتمد إلى المجلس الدستوري. ينشر كشف حساب رئيس الجمهورية المنتخب في الجريدة الرسمية للجمهورية الجزائرية الديمقراطية الشعبية.

نظام الانتخابات التشريعية الجزائرية
انتخابات المجلس الشعبي الوطني الجزائري هي انتخابات عامةّ مباشرة وسرية. وتكون غير مباشرة في الظروف الاستثنائية كما نصت الفقرة الثانية من المادة (101) من الدستور الجزائري. وينتخب المجلس لمدة خمس سنوات بطريقة الاقتراع النسبي على القائمة.
وفيما يلي أهم مكونات النظام الانتخابي الجزائري المتعلق بانتخابات المجلس الشعبي الوطني:
- وقت الانتخابات
- الناخب
- القوائم الانتخابية
- المترشحون
- الحملة الانتخابية
- الاقتراع
- إعلان النتائج
- وقت الانتخابات.

تجري الانتخابات في الأشهر الثلاثة السابقة لانقضاء المدة النيابية الجارية. وتحدّد الدائرة الانتخابية الأساسية المعتمدة لانتخاب أعضاء المجلس الشعبي الوطني حسب الحدود الإقليمية للولاية. ويمكن أن تقسّم الولاية إلى دائرتين انتخابيتين أو أكثر وفقا لمعايير الكثافة السكانية. وفي المقابل لا يمكن أن يقلّ عدد المقاعد عن أربعة بالنسبة للولايات التي يقلّ عدد سكانها عن 350 ألف نسمة.

## وصلات خارجية

### قانون الانتخابات
- قانون الانتخابات PDF